# Joan Baptista Torelló
Joan Baptista Torelló Barenys (Barcelona, 7 de noviembre de 1920-Viena, 15 de agosto de 2011) fue un sacerdote católico de la Prelatura del Opus Dei, teólogo, neurólogo, escritor, poeta y psiquiatra español, afincado en Austria. 

## Biografía

### Familia, formación y vocación al Opus Dei
Joan Baptista era el tercero de una familia de cinco hijos. Su hermana mayor se casó y tuvo nueve hijos, sus dos hermanos fueron jesuitas, y su hermana menor fue priora en el monasterio de las Carmelitas Descalzas de Santa María de Pedralbes en Barcelona. Durante la Guerra civil española, además de falsificar papeles de identidad para eclesiásticos perseguidos, pudo completar sus estudios en la escuela secundaria. Al concluir la contienda civil realizó los estudios de Medicina en la Universidad de Barcelona, realizando el doctorado en la Universidad de Madrid, con una tesis en psicología. Seguidamente realizó la especialidad en neurología y psiquiatría. 
En 1940 conoció a Josemaría Escrivá en Barcelona. Meses después, en marzo de 1941, se unió al Opus Dei.
Durante sus estudios de medicina, se involucró en un grupo clandestino, antifranquista y catalanista, que había sido fundado para defender la cultura catalana, llamado L'Estudi. Estaba formado por poetas, intelectuales, pintores, actores y artistas, entre los que se encontraban: Ramón Aramón Serra, Salvador Espriu y Josep Lleonart Maragall. En dicho grupo cultivaban la cultura y la lengua catalana, prohibidas en aquel momento.
El 6 de junio de 1948 fue ordenado sacerdote por el obispo auxiliar de Madrid, Casimiro Morcillo, en la iglesia parroquial del pueblo de Barajas (Madrid). Tras celebrar su primera misa en Barcelona, se trasladó a Roma el 17 de junio de ese año. Allí realizó el doctorado en Sagrada Teología en la Universidad Pontificia de Santo Tomás de Aquino. Entre 1949 y 1956 se trasladó a Palermo (Sicilia) donde desarrolló su actividad pastoral. En 1956 se mudó a Zúrich, regresando a Italia, dos años después al ser nombrado vicario regional del Opus Dei en aquel país.

### Austria
En 1964 se trasladó a vivir a Viena. Dos años después fue nombrado vicario regional del Opus Dei en Austria. Además del trabajo como vicario regional desempeñó el cargo de rector de la iglesia de San Pedro (Viena), al ser nombrado para ese puesto por el cardenal Franz König. En 1989 fue nombrado prelado por el Papa Juan Pablo II. En 1995 fue sustituido como rector de Peterskirche por Werner Litzka.
Su amplia labor pastoral en la capital austriaca, centrada en el mensaje de la llamada universal a la santidad, hizo que fuera conocido como un excelente pastor de almas y un incansable predicador. Fue invitado muchas veces a dar cursos y conferencias en Italia, Croacia, Suiza, Checoslovaquia, Alemania y España.
Joan Baptista Torelló enseñó psicología como profesor invitado en las universidades de Palermo y Milán. Fue profesor en el Convictorio Eclesiástico y en la facultad de Ciencias Sociasles de la Universidad de Palermo. También enseñó en el Istituto di Istruzione Superiore Cristoforo Marzoli en el Palazzolo sull'Oglio (Brescia). Desde 2000 fue profesor asociado de Teología espiritual en la Universidad Pontificia de la Santa Cruz durante los semestres de verano.
El arzobispo de Viena, el cardenal Franz König recurrió a él como consejero. Entre sus amigos figuraban el alcalde de Viena Helmut Zilk y su esposa Dagmar Koller, el psiquiatra Viktor Frankl y el presidente Caritas en Viena, monseñor Leopold Ungar. 
Falleció en su residencia, la antigua rectoría de la Iglesia de San Pedro en el centro de Viena, y fue enterrado en el Ottakringer Friedhof.
Su archivo personal ha sido donado a la Universidad Pontificia de la Santa Cruz (Roma).

## Publicaciones
Publicó numerosos artículos y libros, casi siempre en la lengua del país donde se encontraba. Puesto que residió la mayor parte de su vida en Italia y Austria, muchas de sus obras fueron escritas en italiano o alemán, siendo traducidas al español, inglés, portugués y francés. Sin tratar de ser exhaustivos, entre sus publicaciones en castellano, se encuentran los siguientes: 
- Sobre la espiritualidad de los laicos, Rialp, Madrid, 1965, 37 pp. Colección "O crece o muere".
- Psicología abierta, Rialp, Madrid 1972, 221 pp.
- Psicología y vida espiritual, Rialp, Madrid, 2008, 256 pp. ISBN: 9788432136900.
- Él nos amó primero, Ediciones Cristiandad, Madrid, 2014, 238 pp. ISBN: 9788470575976.
- Quien es quien en la familia, Ediciones Cristiandad, Madrid, 2015, 222 pp. ISBN: 9788470576171. (Título original: Wer ist wer in der Familie, Kultur in die Familie, Linz, 1995)

### Poesía
Publicó poesía en catalán. Sus poemas fueron incluidos en las antologías de la cultura catalana Les mil millors poesies de la llengua catalana.
Además, publicó diversos artículos, como los siguientes:
- "La poesía nella spagna di oggi", Pagine nuove, Roma, 1949.
- "La poesía catalana contemporánea", Arbor, Madrid, 1949
- "Cincuenta años de poesía italiana", Arbor, Madrid, 1951